# Brassica villosa
Brassica villosa là một loài thực vật có hoa trong họ Cải. Loài này được Biv. mô tả khoa học đầu tiên năm 1816.